# Skibladner (Schiff)
Das Dampfschiff Skibladner ist ein Raddampfer aus der Mitte des 19. Jahrhunderts, der auf dem norwegischen See Mjøsa am 2. August 1856 in Betrieb genommen wurde und noch heute in Betrieb ist. Die Skibladner wird auch der „Weiße Schwan von Mjøsa“ genannt und ist mit der Olavsrose ausgezeichnet.

## Beschreibung
Die Skibladner ist der älteste noch in Betrieb befindliche Raddampfer der Welt. In Norwegen ist das Schiff eine sehr bekannte und beliebte Touristenattraktion. Das Schiff gehört der 1852 gegründeten Reederei A/S Oplandske Dampskibsselskap. Von dem Bautyp des Raddampfers wurden ursprünglich zwei Schiffe bestellt, wovon das erste mit dem Namen Færdesmannen von der Akers Mek. Verksted Werft in Oslo im Juli 1856 den Betrieb aufnahm. Die Færdesmannen war das erste norwegische Dampfschiff. Kurz nach dem Stapellauf der Færdesmannen wurde die in Motala (Schweden) gebaute Skibladner das neue Flaggschiff der Reederei. Die Einzelteile der Skibladner wurden von Schweden per Schiff und Eisenbahn an den Mjøsasee – Norwegens größten See – bei Minnesund, in der Nähe von Eidsvoll, transportiert und vor Ort zusammengebaut. Die Jungfernfahrt erfolgte am 2. August 1856. Bis heute verkehrt das Schiff als traditionelles Postschiff und beförderte bis 1919 in der eisfreien Zeit acht bis neun Monate im Jahr Post auf dem Mjøsa. Danach kam es nur noch im Sommer zum Einsatz. Am 14. Juni 2005 stellte das Riksantikvaren, die norwegische Behörde mit der Zuständigkeit für Denkmalschutz- und -pflege, die Skibladner unter Denkmalschutz. Heute wird das Schiff als Touristenattraktion genutzt. 
Der Name geht wohl auf das Schiff der nordischen Mythologie Skidbladnir zurück.

## Maschine
Ursprünglich wurde die Skibladner von zwei Seitenhebel-Balanciermaschinen mit insgesamt 70 PS Leistung angetrieben. Dies reichte für eine Spitzengeschwindigkeit von 11 Knoten. Durch einen Umbau im Jahr 1888, bei dem das Schiff um sechs Meter verlängert wurde, neue Schaufeln sowie eine schrägliegende Dampfmaschine mit 605 PS Leistung eingebaut wurden, konnte die Geschwindigkeit auf 13 Knoten erhöht werden. 1920 wurde die Befeuerung von Kohle auf Öl umgestellt. 1993 wurde das Schiff weitgehend restauriert und auf den Zustand von 1888 gebracht. Die heutige Maximalgeschwindigkeit beträgt 12 Knoten, was 22 km/h entspricht. Der Dampfkessel von 1888 wurde 1984 durch einen neuen Kessel ersetzt.

## Betrieb
Die Skibladner ist von Ende Juni bis Mitte August in Betrieb. Das Schiff fährt abhängig vom Wochentag die folgenden am Mjøsasee liegenden Ort an: Lillehammer, Moelv, Gjøvik, Kapp, Nes, Hamar, Totenvika und Eidsvoll. Für die Durchquerung von Eidsvoll am südlichen Ende des Mjøsa bis zum etwa 100 km entfernten Lillehammer am nördlichen Ende des Sees benötigt die Skibladner zwei Tage. Montags finden keine Fahrten statt.

## Bilder

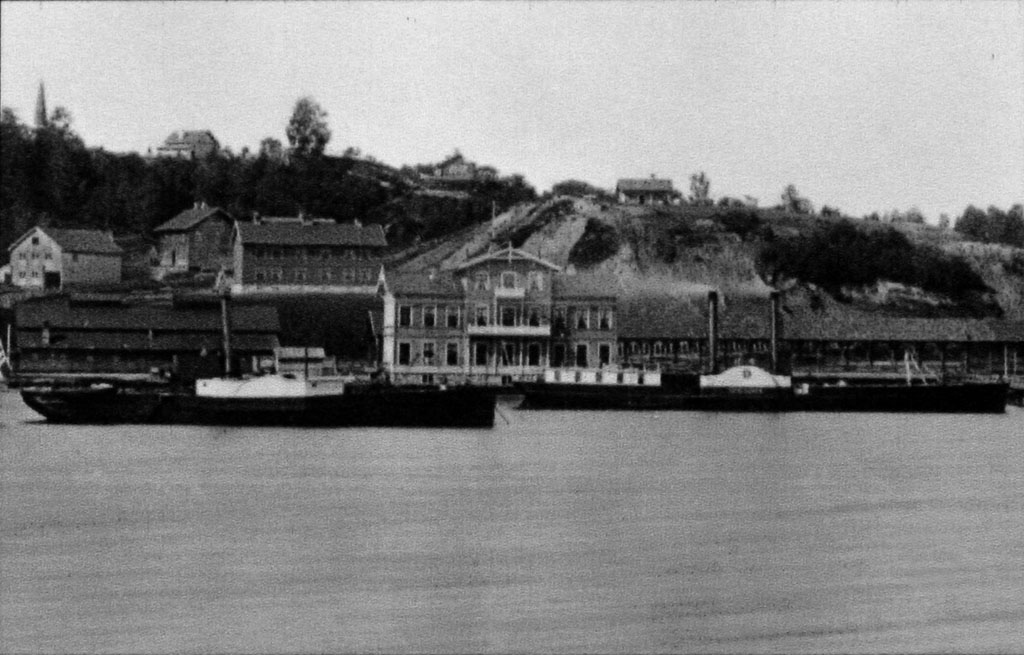
Die Skibladner 1866 im Hafen von Eidsvoll
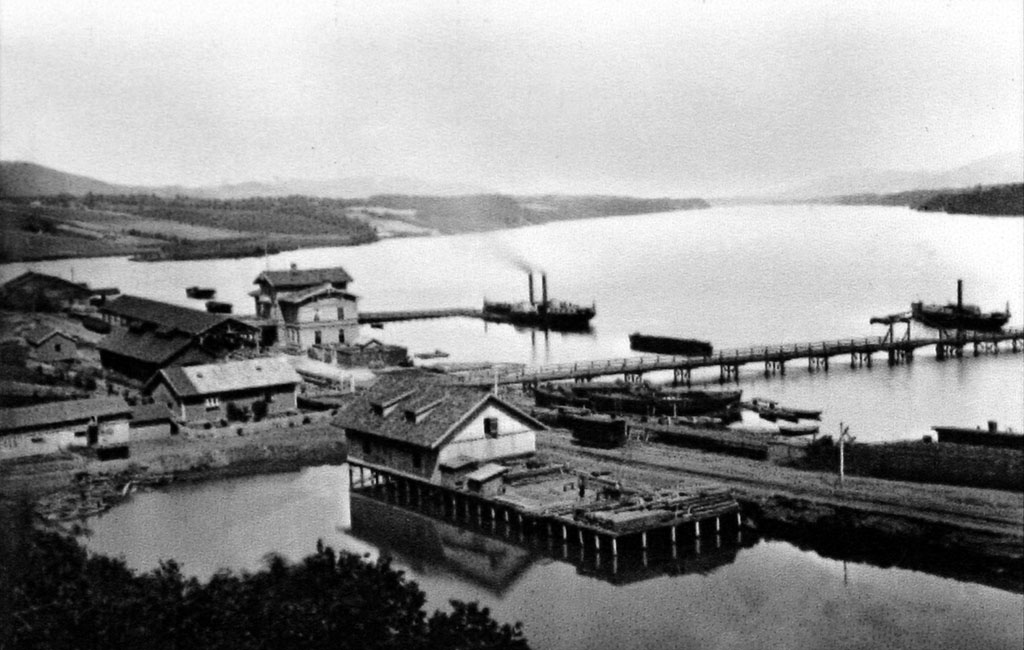
Ebenfalls 1866 im Hafen von Eidsvoll
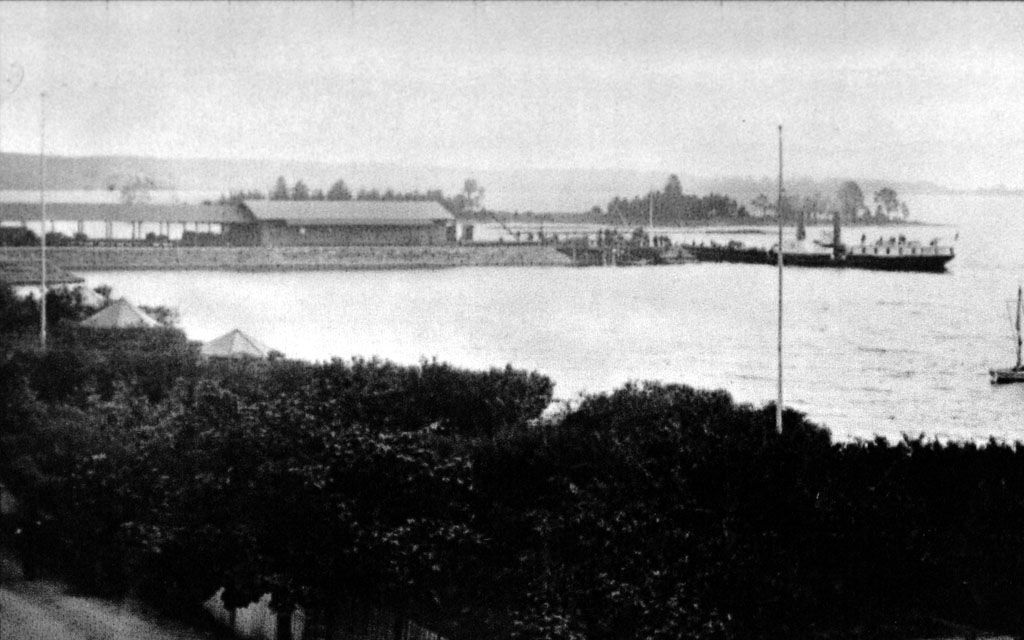
Die Skibladner 1884
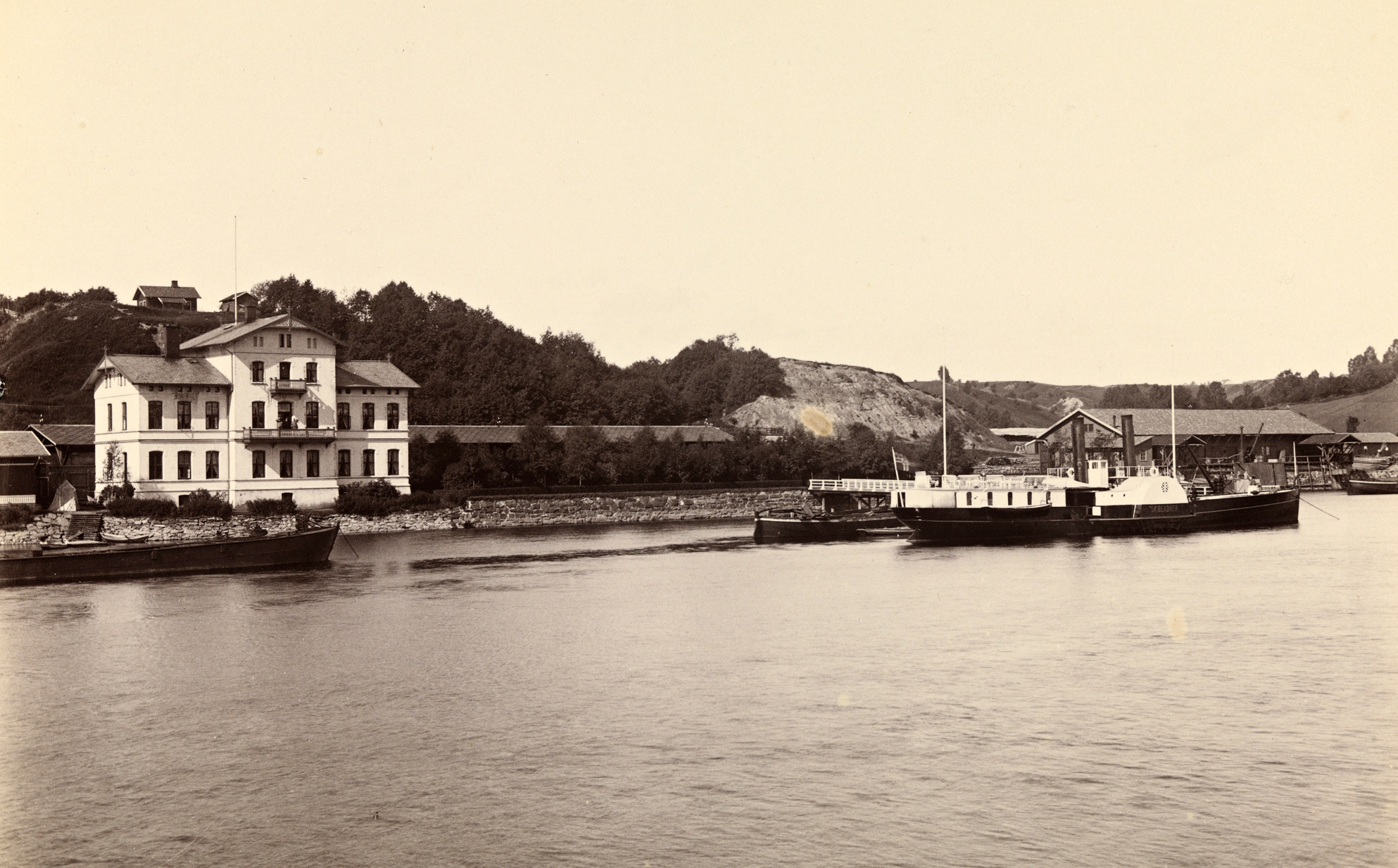
Um 1885, links Eidsvold Bahnhof und Eisenbahnhotel
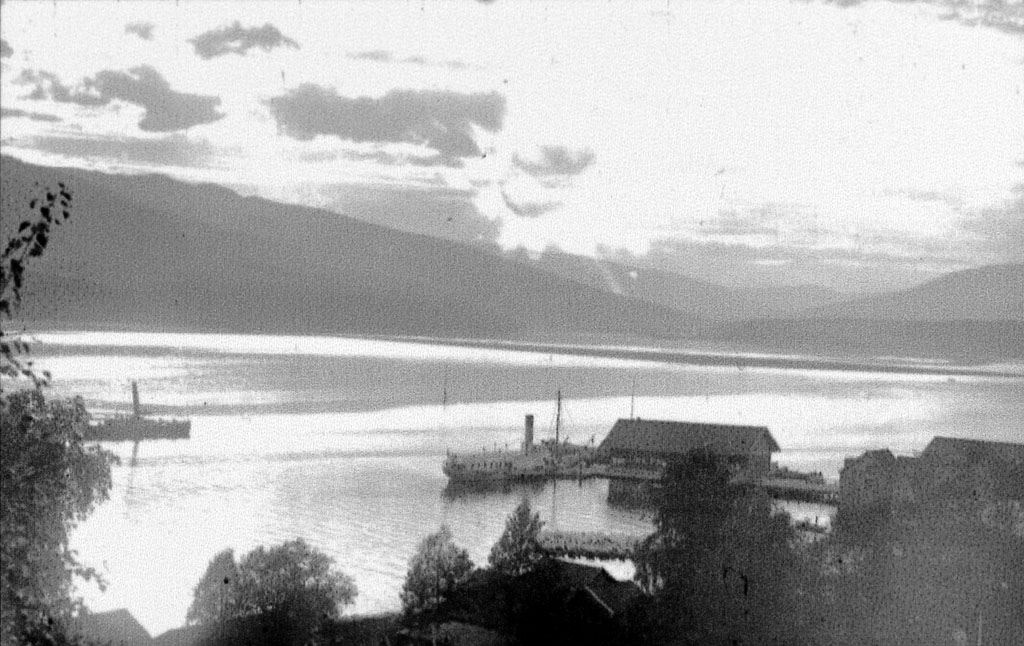
1890 im Hafen von Lillehammer
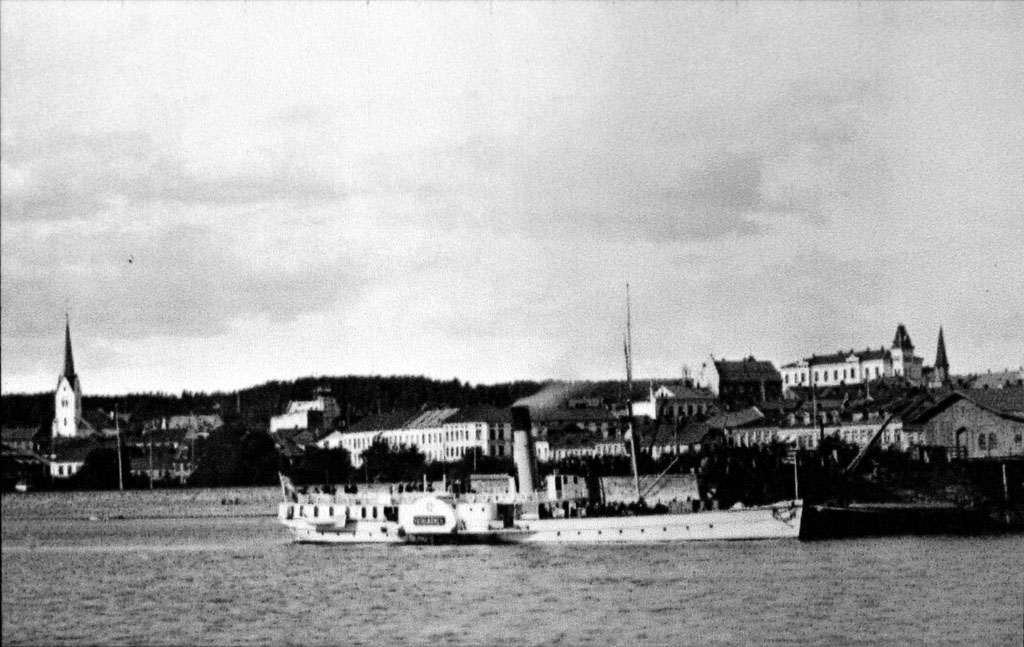
1900 im Hafen von Hamar
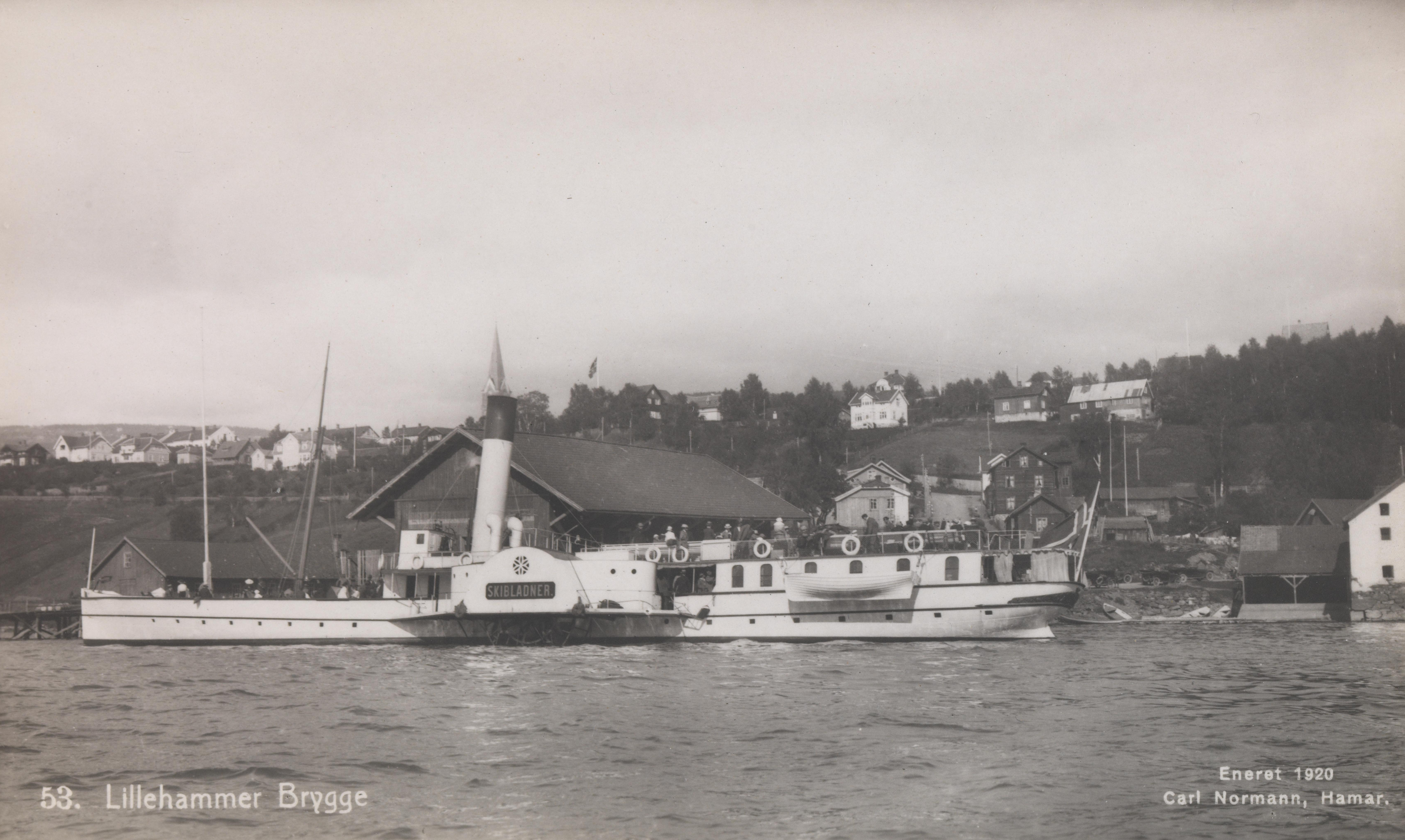
1920 in Lillehammer
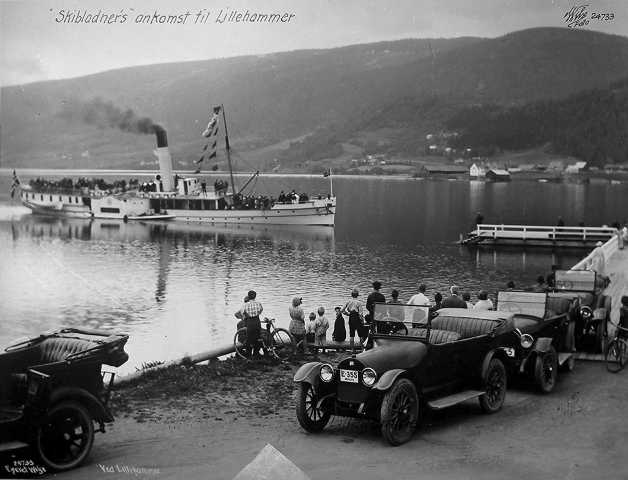
Beim Anlegen in Lillehammer (1924)
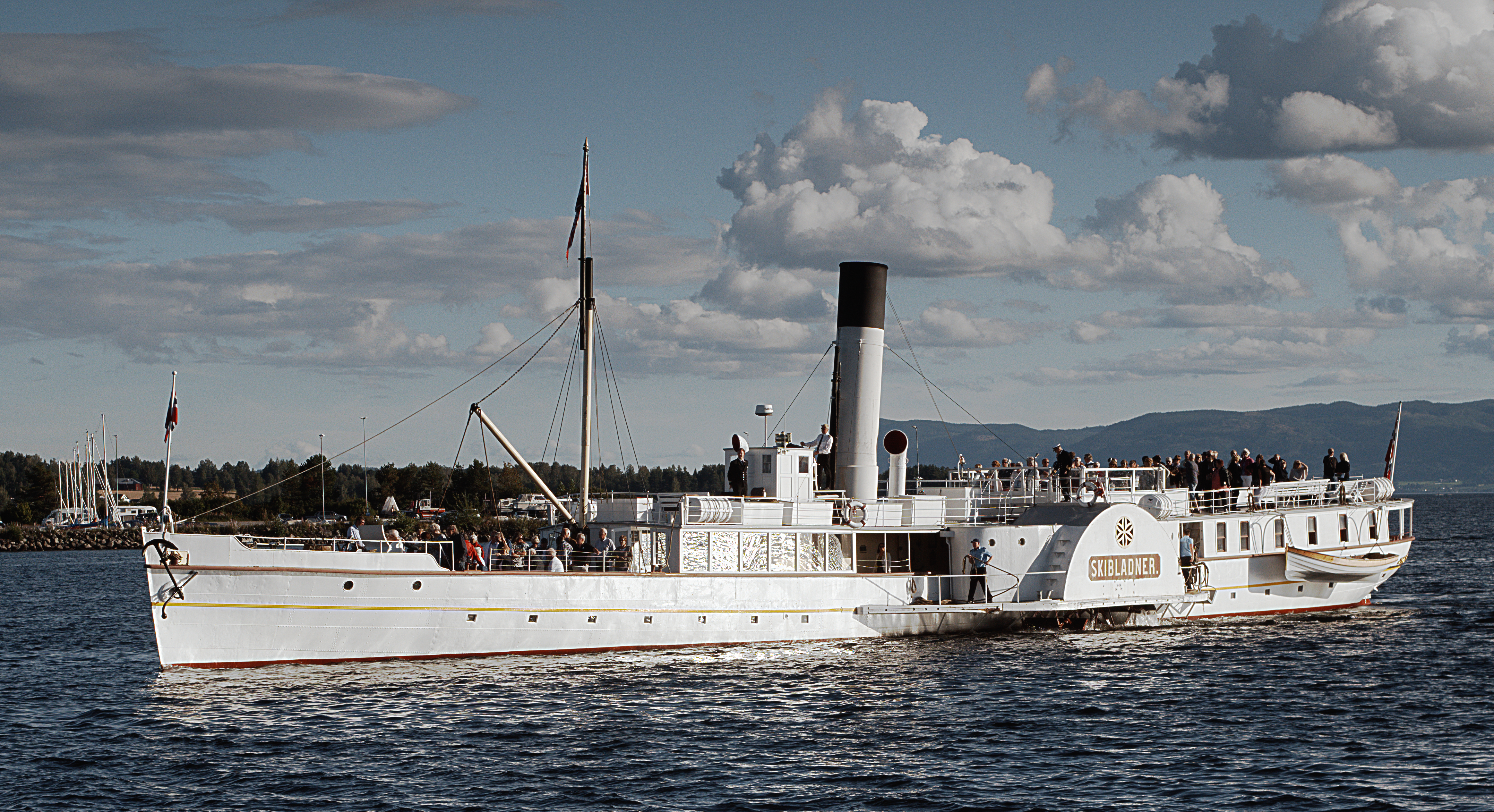
Das Schiff heute